# خلنج قنواتي
خلنج قنواتي (الاسم العلمي: Erica canaliculata) هو نوع من النباتات يتبع جنس الخلنج من الفصيلة الخلنجية.